# Bernhard Uttenweiler

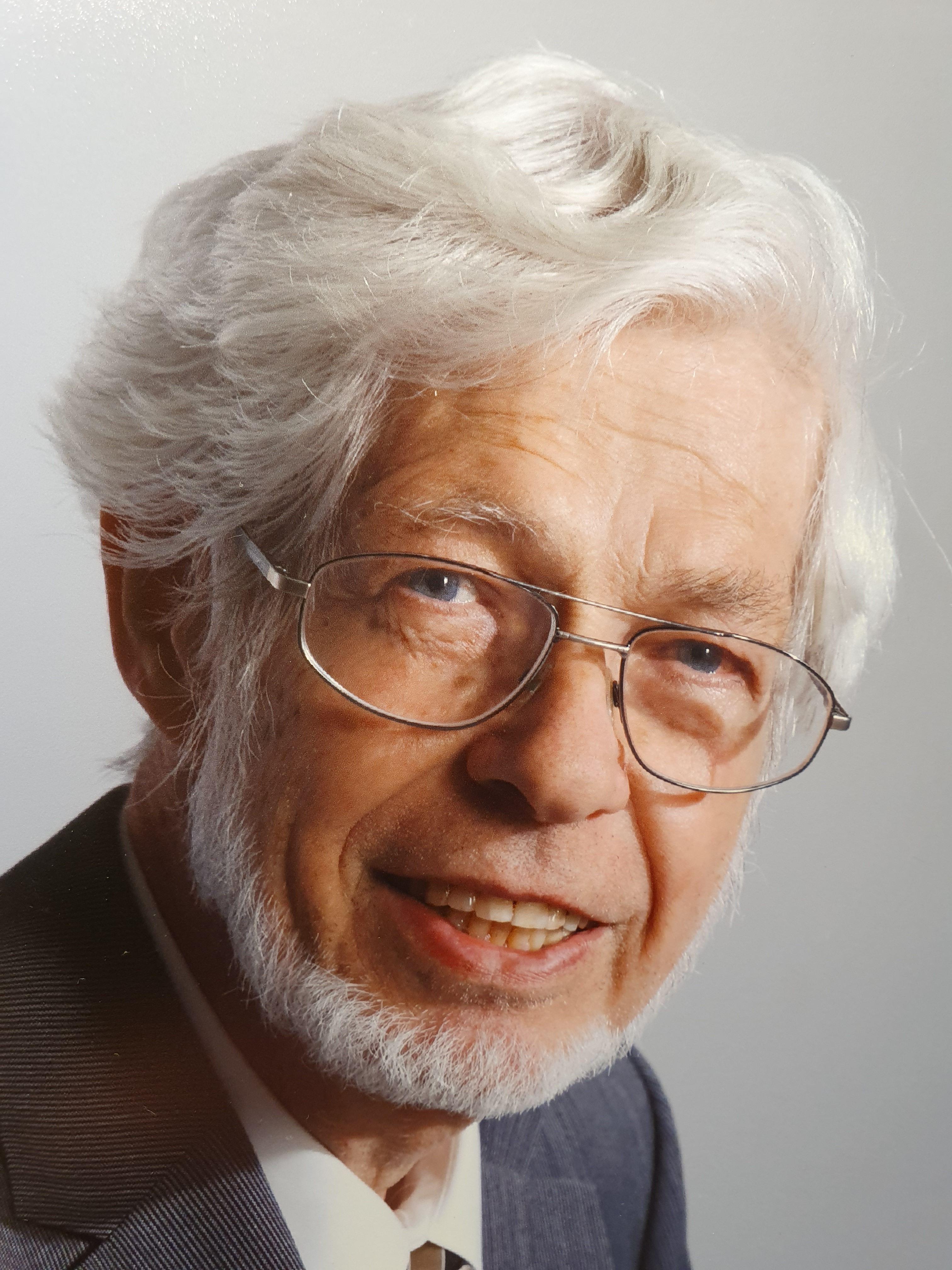
Bernhard Uttenweiler (2014)

Bernhard Uttenweiler (* 26. Februar 1936 in Furtwangen; † 14. Januar 2023 in Ettenheim) war ein süddeutscher Regionalhistoriker, Heimatforscher und Ehrenbürger der Stadt Ettenheim. Uttenweiler forschte und veröffentlichte insbesondere zur Geschichte der Barockstadt Ettenheim und deren Umkreis sowie zu lokalen historischen Persönlichkeiten. Er publizierte über 170 geschichtliche Texte und 17 Bücher und war von 1980 bis 2011 Vorsitzender des Historischen Vereins Ettenheim. Er war von 1967 bis 2000 Gymnasiallehrer für Englisch und Französisch an der Heimschule St. Landolin in Ettenheim.

## Leben
Bernhard Uttenweiler wurde am 26. Februar 1936 in Furtwangen im Schwarzwald als das jüngste von fünf Geschwistern und Sohn von Hugo und Elsa Uttenweiler geboren. Sein Vater, Hugo Uttenweiler, war Mitglied der Zentrumspartei, Inhaber einer Druckerei und Herausgeber der Lokalzeitung „Furtwanger Nachrichten“. Diese zentrumsnahe Zeitung wurde von den Nationalsozialisten mehrmals verboten und ihr Erscheinen 1936 „zwecks Beseitigung von ungesunden Wettbewerbsverhältnissen“ per Erlass der Reichspressekammer eingestellt, woraufhin Hugo Uttenweiler auf den Druck von Postkarten umstieg. Er und seine Familie wurden von den Nazis bedroht, Fenster eingeschlagen und „Glasscherben lande[te]n auf den Kinderbetten“.

### Elternhaus und Geschwister
Bernhard Uttenweiler wuchs mit seinen vier Geschwistern im elterlichen Haus in der Baumannstraße 11 in Furtwangen auf. Sein Bruder Konrad absolvierte eine Ausbildung zum Buchdrucker und engagierte sich lokalpolitisch in Furtwangen, bevor er im April 2018 verstarb.

### Studium und Werdegang
Zum Studium zog Uttenweiler nach Freiburg im Breisgau, wo er zwar auch zwei Semester Geschichte studierte, sich schließlich aber ganz den Sprachen zuwandte. Nach seinem Studium kam Uttenweiler 1967 als Studienrat für Französisch und Englisch an die Heimschule St. Landolin, wo er ab 1970 bis zu seiner Pensionierung 2000 stellvertretender Schulleiter war.

### Familie
Bernhard Uttenweiler war seit 1964 verheiratet mit Dorothea Uttenweiler, geborene Funke. Die beiden haben zwei Töchter.

## Tätigkeit als Heimatforscher und Regionalhistoriker
Uttenweiler war Autor bzw. Herausgeber zahlreicher regionalgeschichtlicher Aufsätze und einiger Monographien sowie Sammelbände.
Zu nennen sind insbesondere die Herausgabe eines Sammelbands zu Schicksal und Geschichte jüdischer Gemeinden der Ortenau zwischen 1938 und 1988 sowie eine Monographie zu Landelin von Ettenheimmünster. Zuletzt veröffentlichte Uttenweiler eine im Zeitraum von 35 Jahren entstandene Bibliographie der Veröffentlichungen über Ettenheim.
Der Heimatforscher war von 1980 bis 2011 Vorsitzender des Historischen Vereins Ettenheim und an der Schaffung des Ettenheimer Museums beteiligt. Ebenfalls verantwortlich zeichnete er für Ausstellungen u. a. zum Dreißigjährigen Krieg in der Ortenau und den Rohan-Tapisserien aus dem 18. Jahrhundert, die Anbringung von Informationstafeln in Ettenheim sowie die Ausbildung von Stadtführern und bemühte sich um den Aufbau einer heimatgeschichtlichen Bibliothek für Ettenheim und die Region.

## Auszeichnungen und Ehrungen
- 1994: Verdienstmedaille der Stadt Ettenheim.[5][16]
- 2004: Heimatmedaille Baden-Württemberg, verliehen im Rahmen der Heimattage 2004 in Weingarten.[5][17][18]
- 2010: Ehrennadel des Landes Baden-Württemberg.[5]
- 2014: Ehrenbürgerwürde der Stadt Ettenheim.[3][4][5][6][7]

## Veröffentlichungen

### Monographien und Sammelbände
- Bibliographie zur Geschichte der Stadt Ettenheim und ihrer Umgebung, Historischer Verein Ettenheim, 2018.
- Die Verehrung des heiligen Märtyrers Landelin und die Wallfahrtskirche in Ettenheimmünster, Kunstverlag Josef Fink ²2020, ISBN 978-3-89870-299-7.
- Schicksal und Geschichte der jüdischen Gemeinden Ettenheim, Altdorf, Kippenheim, Schmieheim, Rust, Orschweier. Hrsg. von Bernhard Uttenweiler u. a., Historischer Verein Ettenheim, ²1997.
- Ettenheim. Ein liebenswertes Barockstädtchen. Sutton, Erfurt 2003, ISBN 978-3-89702-616-2.
- 'S Ettenheimer Bähnle: Geschichte der Lokalbahn von Ettenheimmünster an den Rhein, Historischer Verein für Mittelbaden e.V., Mitgliedergruppe Ettenheim, Ettenheim 1992.
- Von der Klosterschule der Lehrbrüder von Ettenheimmünster zur Heimschule St. Landolin in Ettenheim, Kath. Lehrbrüderverein Ettenheimmünster e.V., 2019.
- Die ehemalige Benediktiner-Abtei Ettenheimmünster und der Vorarlberger Barockbaumeister Peter Thumb in: Uttenweiler, Bernhard: Beiträge zur Geschichte des Klosters Ettenheimmünster, Ettenheimmünster 2013, S. 11–32 (http://opac.regesta-imperii.de/id/1936875 Abgerufen am 22. Dezember 2022).
- Aufsätze zur Geschichte der Abtei Ettenheimmünster, des Klosterdorfes Münchweier und des ehemals freiherrlich Böcklinschen Dorfes Rust, Ettenheim/Emmendingen 2012.
- Aufsätze zur Geschichte der südlichen Ortenau und zum Kult des hl. Landelin von Ettenheimmünster, Ettenheim 1986.
- Dr. Joh. B. Ferdinand. Aufsätze zur Geschichte Ettenheims und seiner Umgebung, Ettenheim 1980.
- Barocke Landschaft. Ettenheim, Ettenheimweiler, Ettenheimmünster..., Ettenheim 1981.
- Ettenheim. Geschichte der Stadt in Bildern und Dokumenten, Ettenheim 2005.
- Benedikt Schwarz. Aufsätze zur Geschichte der Abtei Ettenheimmünster, des Klosterdorfes Münchweier und des ehemals freiherrlich Böcklinschen Dorfes Rust, Ettenheim 2012.

### Aufsätze und Broschüren (Auswahl)
- Die erste Furtwanger Lokalzeitung wurde 1875 aufgelegt. In: Ludger Beckmann, Wilfried Dold, Helmut Kahlert et al (Hrsg.): Furtwangen. Beiträge zur Geschichte einer Stadt im Schwarzwald. doldverlag, Vöhrenbach 2009, ISBN 3-927677-43-4, S. 542.
- Stammen die Vorfahren des jüdischen Juweliers Elias S. Ettenheimer aus Rochester, USA, ursprünglich aus Ettenheim? In: Die Ortenau. Zeitschrift des Historischen Vereins für Mittelbaden. Bd. 99 2019 S. 353–356.
- Ein vergessener Brauch: Schülerpostkarten vom Gymnasium Ettenheim. 50 Jahre Abiturienten- und 30 Jahre Einjährigenkarten. In: Die Ortenau. Band 88, 2008, S. 197–222, doi:10.57962/regionalia-18179 (blb-karlsruhe.de [abgerufen am 21. Dezember 2022]).
- Ein Literaturbericht. Gerichtliche Auseinandersetzungen des Klosters Ettenheimmünster mit den Straßburger Fürstbischöfen, Schikanen durch die Geroldsecker Schirmvögte, Streitigkeiten mit der fürstbischöflichen Amtsstadt Ettenheim, den eigenen Klosteruntertanen auferlegte Strafmaßnahmen vom 16. bis zum 18. Jahrhundert und weitere Rechtsfälle. In: Die Ortenau. Band 92, 2012, S. 159–162, doi:10.57962/regionalia-18019 (blb-karlsruhe.de [abgerufen am 21. Dezember 2022]).
- Die Verhaftung des Herzogs von Enghien. Ölgemälde des schlesischen Kunstmalers Joseph Emanuel Weiser im Rathaus in Ettenheim, in: Geroldsecker Land 60 (2018), S. 137–140.
- Verbot der Furtwanger Nachrichten durch die Nazis, in: Geschichts- und Heimatverein Furtwangen (Hrsg.): Mitteilungen 48 (2019), S. 29–32.
- Z'Äddene im Schdäddli und drum rum - Usdrick, Schprichli un Gschichtli us unserer Gegend, Ettenheim 1978.
- Albert Köbele (1909–1982). Heimat- und Sippenforscher aus Grafenhausen, in: Die Ortenau (63/1983) 9-10.
- Ettenheimer Heimatkalender 1984, Ettenheim 1983.
- Literatur für den Heimatfreund. Die Geschichte der Fischerzunft Rust [Buchbesprechung], in: Geroldsecker Land (26-1984) 239-240.
- Fritz Broßmer. Ein Heimat- und Mundartdichter aus Ettenheim, in: Der Schwarzwald, Heft 2 (1984) 76-80.
- Zum 100. Geburtstag von Josef Rest. Die Geschichte seiner Heimat lag ihm am Herzen, in: Ettenheimer Heimatbote, 19.12.1984.
- Dr. Josef Rest hat sich um die Geschichte seiner Heimat und der Ortenau verdient gemacht, in: Lahrer Zeitung, 19.12.1984.
- Seit 145 Jahren Poststelle in Ettenheim. Ein Beitrag zur Ettenheimer Post- und Heimatgeschichte, in: Ettenheimer Stadtanzeiger, 11.4.1985.
- Der Geisterbaum zu Altdorf [Sage], in: Geroldsecker Land (28-1986) 154-155.
- Trinitas Terrestris. Ein Bildnis der Dreifaltigkeit mit der hl. Familie an einem Bürgerhaus in Ettenheim, in: Die Ortenau (66/1986) 331-336.
- Heute vor 100 Jahren. Bittgesuch zum Bau der Bahn. Als eine Idee Gestalt annahm, in: Ettenheimer Heimatbote, 20.11.1987.
- Vor 100 Jahren Bittgesuch wegen Schmalspurbahn vom Rhein nach Ettenheim bei der Kammer der Landstände vorgelegt, in: Lahrer Zeitung, 20.11.1987.
- Zur Geschichte der Ettenheimer Zeitung. Im Dezember vor 115 Jahren erschien die erste Nummer, in: Ettenheimer Stadtanzeiger, 23.12.1987.
- Des relations entre l'Alsace et la ville d'Ettenheim au Pays de Bade à partir de 1873 à 1893 selon le „Journal d'Ettenheim“. 113e Congrès national des Sociétés savantes, Strasbourg, 1988, Hist. mod. et contemp., T. I, p. 175-191 (Paris 1989).
- Der Fürstbischof von Straßburg emigrierte aus Furcht vor den revolutionären Ereignissen in Frankreich ins Nachbarland. Kardinal Rohan flieht nach Ettenheim, in: Lahrer Anzeiger - Beilage, 29.5.1990.
- Die Geschichte der Lokalbahn von Ettenheimmünster an den Rhein. Vor hundert Jahren fuhr das „Bähnle“ erstmals (I), in: Ettenheimer Heimatbote, 9.12.1993.
- Das Gast- und Badhaus des Klosters Ettenheimmünster vor und nach der Säkularisation, in: Die Ortenau (76/1996) (siehe 2003 Ziffer 2).
- Die Aktion „Essen auf Rädern“ besteht seit 20 Jahren. Zur Geschichte und Vorgeschichte des Altenwerks Ettenheim e. V. Ein Beitrag zur Sozialgeschichte Ettenheims, in: Ettenheimer Stadtanzeiger, 3.4.1997.
- Ein Ettenheimer Bauernbub wird vom Kaiser in den erblichen Adelsstand erhoben. Zum 100. Todestag des Geschichtsschreibers Johann Baptist von Weiß, in: Die Ortenau (79/1999) 543-561.
- Heinrich Knoblochtzer. Ein aus Ettenheim stammender Frühdrucker des 15. Jahrhunderts, in: Die Ortenau (80/2000) 149-170.
- Der Heidelberger Totentanz von 1485. Das berühmteste Werk aus der Heidelberger Druckwerkstatt des aus Ettenheim stammenden Frühdruckers Heinrich Knoblochtzer, in: Ettenheimer Stadtanzeiger, 2.11.2000.
- Napoleon contra Enghien. Ein ungleicher Zweikampf. Leben und Schicksal von Louis Antoine Henri de Bourbon, Herzog von Enghien, und seiner Geliebten Charlotte Louise Dorothée de Rohan-Rochefort, in: Geroldsecker Land (44-2002) 137-156.
- Martin Waldseemüllers Oberrheinkarte aus dem Jahre 1513. Kartographische Ersterwähnung von Ettenheim, Lahr und Schuttern, in: Geroldsecker Land (45-2003) 138-143.
- Der Erzschwindler Cagliostro und der leichtgläubige Kardinal Rohan, in: Geroldsecker Land (46-2004) 107-126.
- Glanz und Elend einer Epoche. Eine Rohan-Karikatur aus der Zeit der Französischen Revolution, in: Geroldsecker Land (46-2004) 128-130.
- Ettenheims Stadtrecht ist bereits 1302 belegt, in: Badische Zeitung, 5.1.2005.
- Zur Ermittlung der Gründungszeit des Ortes. Hermann der Lahme liefert wichtigen Beitrag, in: Ettenheimer Stadtanzeiger, 5.1.2005.
- Johann Baptist von Weiß, Historiker von Weltruf. Er war Ettenheims berühmtester Sohn, in: Ettenheimer Stadtanzeiger, 7.7.2005.
- Vor 350 Jahren: Ettenheim brannte fast vollständig ab. Bernhard von Weimar steckte die Stadt in Brand - Nur drei Häuser blieben vom Feuer verschont, in: Ettenheimer Stadtanzeiger, 7.7.2005.
- Monsignore August Ruf. Für eine Liebestat ins Gefängnis, in: Ettenheimer Stadtanzeiger, 2.11.2007.
- Steinpflaster in der Innenstadt. Schönheitskur für das ehemals badische Amtsstädtchen, in: Ettenheimer Stadtanzeiger, 2.11.2007.
- „Halsband der Königin in Ettenheim“, in: Ettenheimer Stadtanzeiger, 2.11.2007.
- Ettenheimer Geschichtsliteratur der zurückliegenden 30 Jahre. Ein Überblick, in: Ettenheimer Stadtanzeiger, 2.11.2007.
- Über das Scheibenschlagen in Ettenheimweiler, in: Geroldsecker Land (50-2008) 136-142.
- Der Himmel entriss mir die Welt, meine Reise geht in die Hölle. Napoleon und der Herzog von Enghien in Karikaturen des frühen 19. Jahrhunderts, in: Geroldsecker Land (51-2009) 106-112.
- Thoraschreinvorhang aus Ettenheim ausgestellt. Ausstellung: „200 Jahre jüdische Religionsgemeinschaft in Baden“, in: Ettenheimer Stadtanzeiger, 12.3.2009.
- Zur Geschichte der Ettenheimer Verwaltungsgebäude, in: Geroldsecker Land (54-2012) [90.]91-127.
- Sonderausgabe zum Kriegsbeginn. Vor 100 Jahren begann der 1. Weltkrieg, in: Ettenheimer Stadtanzeiger, 7.8.2014.
- Am 19. April kamen die Franzosen. Kriegsende 1945 in Ettenheim. Zwei Flugblätter erinnern an das Geschehen, in: Ettenheimer Stadtanzeiger, 9.4.2015.
- Erinnerung an ein Liebesdrama. Vor 175 Jahren verstarb Charlotte de Rohan-Rochefort, die Geliebte des Herzogs von Enghien, in: Ettenheimer Stadtanzeiger, 6.5.2016.
- Ein alter Buchdruckerbrauch in Ettenheim. Über das „Gautschen“ und die kunstvollen Gautschbriefe von Fritz Broßmer, in: Ettenheimer Stadtanzeiger, 22.12.2016.
- Einmarsch der Franzosen vor 75 Jahren. Für Ettenheim war damit der Krieg beendet, danach begann die Besatzungszeit, in: Ettenheimer Stadtanzeiger, 7.5.2020.
- Älteste bildliche Darstellung der Legende des hl. Landelin von Ettenheimmünster zusammen mit den Quellen auf einem Frühdruck des 15. Jahrhunderts, in: Die Ortenau (101/2021) 297-300.
- Das „Badenfahrtbüchlein“ von Georg Pictorius aus dem Jahre 1560 und die Heilbäder in Ettenheimweiler und Mahlberg, in: Die Ortenau (101/2021) 301-304.